# رتینیل پالمیتات
رتینیل پالمیتات (به انگلیسی: Retinyl palmitate) با فرمول شیمیایی C36H60O2 یک ترکیب شیمیایی با شناسه پاب‌کم 445408 است. که جرم مولی آن ۵۲۴٫۸۶ گرم بر مول می‌باشد. 